# 臺中市第四期市地重劃區
臺中市第四期市地重劃區（簡稱四期重劃區、官方稱四期中正東山市地重劃）位於臺灣臺中市北區、北屯區、西屯區之內，為臺中市歷年來市地重劃中，範圍最廣的重劃區。全區道路大多以中國大陸各省市地名來命名，例如 : 漢口路、青海路等，並開闢了臺中市當時的外環道路－文心路，更開始帶動人口由原市中心（中區）往當時郊區的移轉。

## 地理範圍
- 東：遼寧路接北屯路
- 南：忠明南路接青島路
- 西：臺灣大道
- 北：長安路接大連路

## 簡介
臺中市政府重劃前，本區為郊區，土地大但不方整，經由市地重劃後，大幅擴增建築用地，並增加公共建設，整治麻園頭溪美化市容。修築文心路，如今成為臺中市著名道路，臺中捷運綠線也經過此處，大大繁榮該區段。
- 重劃後段別名稱：東山、東正、東光、東新、東峰、東信、東義、水湳、中清、中德、中興、中仁、中和、中義、中正

## 地區建設

### 政府機關
- 臺中市政府地方稅務局東山分局
- 臺中市政府地政局中正地政事務所

### 教育
- 臺中市立文華高級中等學校
- 臺中市立崇德國民中學
- 臺中市立漢口國民中學
- 臺中市立立人國民中學
- 臺中市立中山國民中學
- 臺中市北屯區文昌國民小學
- 臺中市北屯區四維國民小學
- 臺中市北屯區文心國民小學
- 臺中市北區立人國民小學
- 臺中市北區中華國民小學
- 臺中市西屯區重慶國民小學
- 臺中市西屯區大仁國民小學
- 臺中市私立慎齊國民小學

### 捷運系統
- 臺中捷運綠線
- 105四維國小站：文心、天津路口
- 106文心崇德站：文心、崇德路口
- 107文心中清站：文心、中清路口
- 108文華高中站：文心、河南路口
- 109文心櫻花站：文心、櫻花路口
- 110市政府站：文心、臺灣大道口

### 景點
- 民俗公園
- 北屯兒童公園
- 三信公園
- 天津路服飾商圈
- 昌平路皮鞋街商圈

## 外部連結
- 臺中市政府地政局